# Reto Scherrer

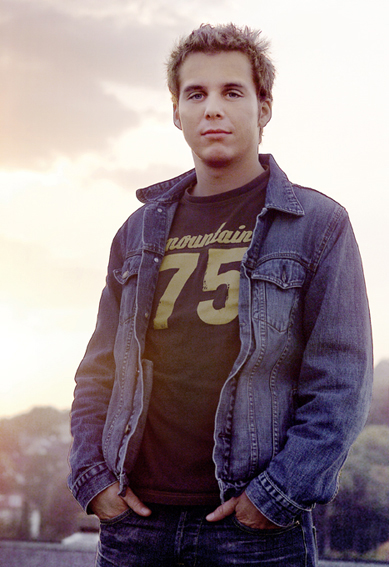
Reto Scherrer (2007)

Reto Scherrer (* 8. Dezember 1975 in Weinfelden) ist ein Schweizer Radio- und Fernsehmoderator. Bekannt wurde er als Moderator der Morgenshow von Radio Top in Winterthur.

## Leben
Scherrer ist Inhaber eines Wirtepatents und arbeitete ursprünglich als kaufmännischer Angestellter im Hotel Thurgauerhof in Weinfelden. Er startete seine Medienkarriere 1996 zusammen mit Mona Vetsch als Redaktor bei Radio Thurgau und wurde später zum Moderator der Morgenshow bei Radio Top in Winterthur. Das Markenzeichen von Scherrer waren versteckte Telefonanrufe, welche durch Radio Top auch auf Tonträgern vermarktet wurden. So rief er täglich Frau Burkhardt an, eine Rentnerin, die im Altersheim lebt. 2005 bekam Scherrer den Ostschweizer Medienpreis in der Sparte „Bester Radiobeitrag 2005“ für seine Sendung Burkhardt & Scherrer. Im Jahr 2001 ging Scherrer auf eine einjährige Weltreise. Davor griff die Kantonspolizei Zürich in Winterthur einen Mann auf, der versuchte, in das Sendestudio von Radio Top einzudringen, um Scherrer mit einer Holzkeule anzugreifen.
Ab 2005 bis und mit 2018 arbeitete Scherrer als Aussenreporter bei der Sendung «Donnschtig-Jass» von Schweizer Radio und Fernsehen. Am 24. November 2007 moderierte er zusammen mit Monika Fasnacht die Samstagabendshow «Spiel, Spass & Jass» auf SRF 1. Im Dezember 2009, 2010, 2011, 2012 und 2014 war Scherrer für Schweizer Radio und Fernsehen Aussenreporter der einwöchigen Spendensendung «Jeder Rappen zählt».
Ende 2007 wechselte Reto Scherrer zum nationalen Radiosender SRF 1; er war dort zu 80 Prozent als Moderator tätig. Er arbeitete ausserdem seit mehreren Jahren zu 20 Prozent in der Unterhaltungsabteilung von Schweizer Radio und Fernsehen. Bei der Glory-Verleihung von glanz & gloria gewann Scherrer im Dezember 2012 einen Glory in der Kategorie Crazy. Nach seiner letzten Sendung bei Radio Top am 10. Dezember 2007 wurden Fotos des ersten Treffens zwischen Scherrer und Burkhardt gezeigt, die sich nach sieben Jahren Telefonkontakt zum ersten Mal trafen. Radio Top hat eine CD mit einem Best-Of von Burkhardt & Scherrer und ein Video von ihrem ersten Treffen veröffentlicht. Der gesamte Erlös der CD kommt dem Altersheim von Frau Burkhardt zugute. Max Vögeli, der Gemeindeammann von Weinfelden, hat Scherrer nach seiner letzten Sendung eine Weinfelder Uhr überreicht. Eine solche Auszeichnung erhalten Bürger von Weinfelden, die Besonderes für ihre Gemeinde bewirkt haben. Scherrer ist auch als Party-DJ und Gala-Moderator in der ganzen Schweiz unterwegs. Am 15. August 2009 heiratete er seine langjährige Freundin. Die beiden wohnen in Weinfelden.
Am 14. April 2012 moderierte Scherrer zusammen mit Moderator Roman Kilchsperger zum ersten Mal die neue Samstagabendshow «Spiel und Spass mit Prominenten» im Schweizer Radio und Fernsehen SRF. Am 24. Dezember 2012 moderierte Scherrer zusammen mit Kilchsperger die ganztägige SRF-Fernsehsendung «Weihnachtsstube». Am 20. April 2013 produzierte das Schweizer Fernsehen zum ersten Mal eine Samstagabendsendung von einem fahrenden Schiff. Die Sonnenkönigin gehört laut Herstellerangaben zu den grössten Fahrgastschiffen auf einem mitteleuropäischen Binnengewässer. Moderiert wurde die Sendung von Kilchsperger und Scherrer. Am 27. Dezember 2014 wird die Schweizer TV-Sendung zum ersten Mal in ihrer Geschichte im Europa-Park Rust und somit im Ausland ausgestrahlt. Moderiert erneut von Kilchsperger und Scherrer.
Im Sommer 2012, 2013, 2014, 2015, 2016 2018 und 2019 wanderte Scherrer für das SRF1-Projekt «Querfeldeins» eine Woche durch die Schweiz. Am 23. November 2013 folgte eine erneute Live-Sendung der Samstagabendshow «Spiel und Spass mit Prominenten» im Schweizer Radio und Fernsehen. Darin verkündete der Moderator Kilchsperger überraschend, dass sein Moderationskollege Scherrer und seine Frau vor kurzem Eltern eines Mädchens geworden sind. Im Frühling 2015 kam ihre zweite Tochter zur Welt.
2017, 2018 und 2019 wurde Scherrer nach 2012, 2013, 2014, 2015 und 2016 erneut in der «who is who» Ausgabe der Thurgauer Zeitung in der Liste der 100 prominentesten Thurgauer Persönlichkeiten aufgeführt. Und 2016 zum ersten Mal in der goldenen Ausgabe von «Who’s who» der Ostschweiz. Am 13. September 2014 feierte der «Samschtig-Jass» als älteste Unterhaltungssendung von ganz Europa seine 750. Ausgabe. Für die Jubiläums-Sendung machte sich Moderator Reto Scherrer auf die Suche nach den aussergewöhnlichsten Jass-Orten und Personen in der Schweiz. Dabei war auch das Bordell «Die Rote Villa» im Kanton Thurgau.
Im April 2017 wurde bekannt, dass Reto Scherrer im Spätsommer 2017 der neue «Samschtig-Jass»-Moderator wird. Er löste damit nach über 18 Jahren Monika Fasnacht ab.
Am 26. August 2017 strahlte das Schweizer Fernsehen die erste «Samschtig-Jass»-Sendung mit Reto Scherrer aus. Kurz darauf wurde öffentlich, dass er und seine Frau am gleichen Abend zum dritten Mal Eltern wurden.  Nach den beiden Töchtern kam ein Sohn zur Welt.
Am 10. September 2019 wurde bekannt, dass Reto Scherrer alle Verträge (Moderator Radio SRF1 und Moderation «Samschtig-Jass») bei Schweizer Radio- und Fernsehen SRF gekündigt hatte, um Anfang 2020 beim neuen Ringier-Projekt Blick TV eine leitende Rolle in der Moderation zu übernehmen.  Am 28. November 2019 moderierte er seine letzte Sendung bei Radio SRF1 und am 4. Januar 2020 seinen letzten «Samschtig-Jass» im Schweizer Fernsehen.
Anfang 2020 übernahm Scherrer in der 9. Generation von seinem Vater Hansjörg den familieneigenen Weinberg in Weinfelden. Er übt seine Winzertätigkeit als Hobby aus.